# Swiss Re
Swiss Re — одна из крупнейших перестраховочных компаний в мире. Была основана в 1863 году. Штаб-квартира компании находится в Цюрихе, Швейцария.

## История
Первая сугубо перестраховочная компания была создана в Германии в 1846 году, Swiss Re стала первой вне Германии, созданной только для перестрахования рисков других страховых компаний. Её учредителями в декабре 1863 года выступили Schweizerische Kreditanstalt (Швейцарский кредитный банк), страховая компания Helvetia и ряд финансистов кантона Цюрих. Импульс к созданию такой компании дал большой пожар в мае 1861 года в Гларусе — из-за слабости страховых компаний страны потерпевшие не получили почти ничего. Первым клиентом стала Helvetia, занимавшаяся страхованием морских перевозок, с 1881 года Swiss Re начала перестраховывать риски, связанные с несчастными случаями, с 1901 года — связанные с автострахованием, с 1904 года — промышленного страхования. В 1910 году было открыто отделение в Нью-Йорке. В октябре 1913 года штаб-квартира компании была размещена в новом здании на берегу Цюрихского озера, где остаётся до сих пор. С самого своего основания компания была ориентирована на зарубежную деятельность, на начало Первой мировой войны лишь 20 % выручки приходилось на Швейцарию. В 1916 году была куплена британская страховая компания English Mercantile & General Insurance Company. В 1923 году в Нью-Йорке была основана дочерняя North American Reassurance Company (Североамериканская перестраховочная компания), первая в США полностью посвящённая перестрахованию рисков страхования жизни. В Европе на это время компания сотрудничала с 31 страховщиком в 11 странах, наибольшее значение имел рынок Германии. В 1924 году была куплена баварская компания Bayerische Rückversicherung.
После Второй мировой войны Swiss Re продолжила наращивать зарубежную деятельность, приоритетными регионами стали США, Канада, Южная Африка и Австралия, представительства были открыты в странах Латинской Америки и восточной Азии; для деятельности в Германии в 1970 году был создан Schweizer Rück Holding (Швейцарский перестраховочный холдинг). В 1960 году компанией был основан Швейцарский страховой тренировочный центр для подготовки кадров для страховой отрасли. В конце 1980-х годах компания предприняла попытку заняться прямым страхованием и финансовыми услугами, было куплено несколько страховых компаний; в середине 1990-х годов они были проданы. Доля зарубежной выручки достигла 90 %.
В 1995 году был куплен нидерландский перестраховщик Alhermij Group, а в 1996 году британский Mercantile & General Re Group, на основе которого в Лондоне был создан операционный центр подразделения страхования жизни и здоровья. В 1997 году был куплен Unione Italiana de Riassicurazione (Итальянский перестраховочный союз), переименованный в Swiss Re Italia. В 1998 году за 1,8 млрд долларов была куплена базирующаяся в Коннектикуте Life Re Corp. Компания была крупнейшим страховщиком Всемирного торгового центра, страховые выплаты составили 3,5 млрд долларов.
Покупка в 2006 году страхового бизнеса GE за 7,4 млрд долларов сделала Swiss Re крупнейшим перестраховщиком в мире. Убытки во время мирового финансового кризиса 2008 года потребовали дополнительной эмиссии акций, основным их покупателем стал Berkshire Hathaway.
В 2020 году за 4,1 млрд долларов была продана дочерняя компания по страхованию жизни ReAssure; покупателем стала британская страховая группа Phoenix Group.

## Собственники и руководство
На конец 2020 года компанией было выпущено 317,5 млн акций, единственным держателем более 5 % акций является BlackRock (не считая казначейских акций — 9 %). Из 101 тысячи акционеров компании 87 тысяч находятся в Швейцарии и им принадлежит в сумме 61 % акций, ещё около тысячи акционеров находятся в Великобритании (19 % акций), полторы тысячи — в США (10 % акций).
- Вальтер Кильхольц (Walter B. Kielholz, род. в 1951 году) — председатель совета директоров с мая 2009 года, член совета директоров с 1998 года, в компании с 1989 года.
- Кристиан Мументалер (Christian Mumenthaler, род. в 1969 году) — главный исполнительный директор с 2016 года, в компании с 1999 года[2].

## Деятельность

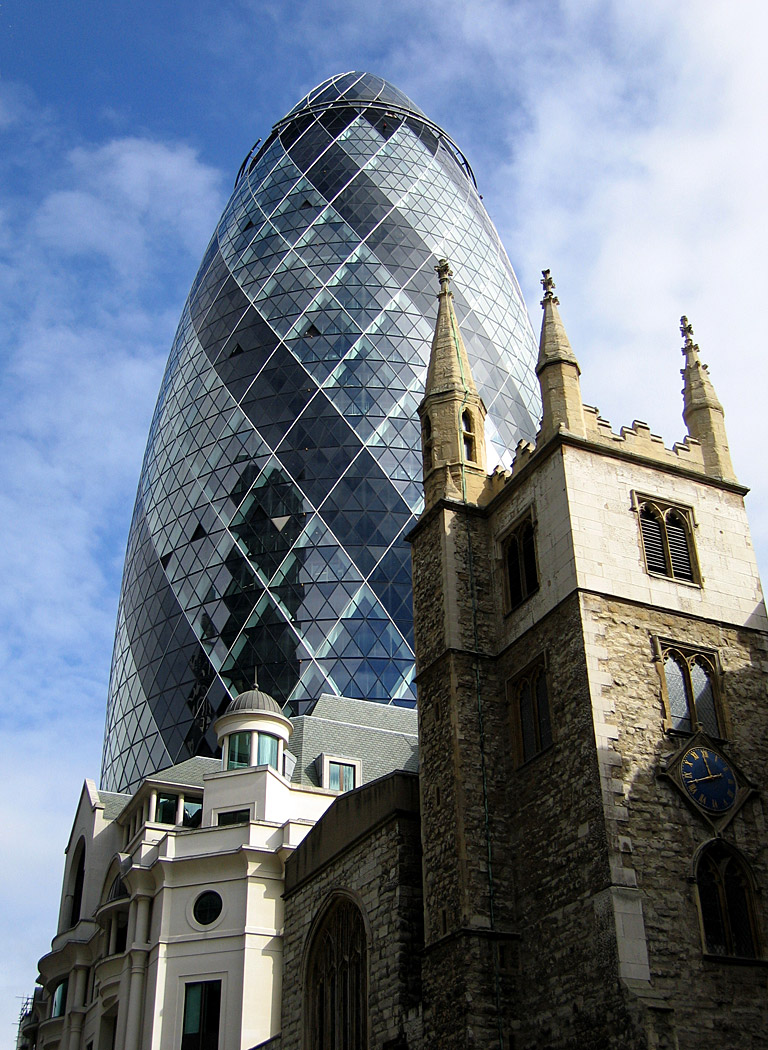
Башня Мэри-Экс в Лондоне, где расположена Лондонская штаб-квартира Swiss Re

Страховые премии в 2020 году составили 43 млрд долларов, из них 19,5 млрд пришлось на Америку, 12,9 млрд — на Европу, Ближний Восток и Африку, 8,4 млрд — на Азиатско-Тихоокеанский регион. Инвестиционный доход составил 3 млрд долларов. Страховые выплаты составили 33,8 млрд долларов. Активы на конец года составили 182,6 млрд, из них 120,7 млрд пришлось на инвестиции, в основном в облигации (83 млрд) и акции компаний (4,9 млрд).
Основные подразделения:
- Перестрахование рисков страхования имущества и от несчастных случаев — 51 % выручки.
- Перестрахование рисков страхования жизни и медицинского страхования — 34 % выручки.
- Корпоративные решения — страховые и финансовые услуги корпорациям; 10 % выручки.
- Life Capital — страхование жизни; 5 % выручки, в процессе ликвидации[2].

Компания работает в более чем 30 странах. По размеру страховых премий лидируют США (17 млрд), далее следуют Великобритания (3,8 млрд), КНР (2,1 млрд), Австралия (1,9 млрд), Япония (1,7 млрд), Канада (1,3 млрд), Германия (1,3 млрд), Нидерланды (1,3 млрд), Швейцария (1,2 млрд), Франция (1 млрд), Ирландия (0,8 млрд).
| Год                 | 2005  | 2006  | 2007  | 2008   | 2009  | 2010  | 2011  | 2012  | 2013  | 2014  | 2015  | 2016  | 2017  | 2018  | 2019  | 2020   |
| ------------------- | ----- | ----- | ----- | ------ | ----- | ----- | ----- | ----- | ----- | ----- | ----- | ----- | ----- | ----- | ----- | ------ |
| Оборот              | 38,01 | 40,27 | 42,87 | 24,98  | 30,96 | 28,84 | 28,08 | 33,62 | 36,90 | 37,35 | 35,71 | 43,79 | 42,49 | 37,05 | 49,31 | 43,34  |
| Чистая прибыль      | 2,304 | 4,560 | 4,162 | -0,864 | 0,699 | 2,134 | 2,798 | 4,398 | 4,513 | 3,569 | 4,668 | 3,623 | 0,393 | 0,481 | 0,769 | -0,824 |
| Активы              | 221,3 | 291,3 | 307,3 | 239,9  | 232,7 | 228,4 | 225,9 | 215,8 | 213,5 | 204,5 | 196,1 | 215,1 | 222,5 | 207,6 | 238,6 | 182,6  |
| Собственный капитал | 24,39 | 30,88 | 31,87 | 20,45  | 25,34 | 26,91 | 31,29 | 34,03 | 32,98 | 36,04 | 33,61 | 35,72 | 34,29 | 28,73 | 31,04 | 27,26  |

## Дочерние компании
Основные дочерние компании на конец 2020 года:
- Австралия: Swiss Re Australia Ltd, Swiss Re Life & Health Australia Limited
- Бразилия: Swiss Re Brasil Resseguros S.A., Swiss Re Corporate Solutions Brasil Seguros S.A.
- Великобритания: IptiQ Holdings Limited, Swiss Re Finance (UK) Plc., Swiss Re Capital Markets Limited, Swiss Re Life Capital Regions Holding Ltd, Swiss Re Services Limited
- Германия: Swiss Re Germany GmbH
- Джерси: Swiss Re Finance Holdings (Jersey) Limited, Swiss Re Finance (Jersey) Limited, Swiss Re Finance Midco (Jersey) Limited
- Острова Кайман: FWD Group Ltd, SRE HL PE 1 LP, SREH HL PE 1 LP, SRZ HL PE 1 LP
- Китай: Swiss Re Corporate Solutions Insurance China Ltd
- Колумбия: Compañía Aseguradora de Fianzas S.A.
- Лихтенштейн: Elips Life AG, Elips Versicherungen AG
- Люксембург: iptiQ Life S.A., Swiss Pillar Investments Europe SARL, Swiss Re Europe Holdings S.A., Swiss Re Europe S.A., Swiss Re Finance (Luxembourg) S.A., Swiss Re Funds (Lux) I, Swiss Re International SE
- Нидерланды: elipsLife EMEA Holding B.V., Swiss Re Life Capital EMEA Holding B.V.
- Сингапур: Swiss Re Asia Holding Pte. Ltd., Swiss Re Asia Pte. Ltd., Swiss Re Principal Investments Company Asia Pte. Ltd.
- США: First Specialty Insurance Corporation, iptiQ Americas Inc., Lumico Life Insurance Company, North American Capacity Insurance Company, North American Elite Insurance Company, North American Specialty Insurance Company, Pecan Re Inc., Pillar RE Holdings LLC, SR Corporate Solutions America Holding Corporation, SRE HL PE 1 (Master) LP, SREH HL PE 1 (Master) LP, SRZ HL PE 1 (Master) LP, Swiss Re America Holding Corporation, Swiss Re Capital Markets Corporation, Swiss Re Corporate Solutions Global Markets Inc., Swiss Re Financial Markets Corporation, Swiss Re Financial Products Corporation, Swiss Re Life & Health America Holding Company, Swiss Re Life & Health America Inc., Swiss Re Life Capital Americas Holding Inc., Swiss Re Management (US) Corporation, Swiss Re Property & Casualty America Inc., Swiss Re Risk Solutions Corporation, Swiss Re Treasury (US) Corporation, Swiss Reinsurance America Corporation, Washington Insurance Corporation, Westport Insurance Corporation, Wing Re Inc., Wing Re II Inc.
- Швейцария: Swiss Pillar Investments Ltd, Swiss Re Corporate Solutions Ltd, Swiss Re Direct Investments Company Ltd, Swiss Re Investments Company Ltd, Swiss Re Investments Ltd, Swiss Re Life Capital Ltd, Swiss Re Life Capital Management Ltd, Swiss Re Nexus Reinsurance Company Ltd, Swiss Re Management Ltd, Swiss Re Principal Investments Company Ltd, Swiss Re Reinsurance Holding Company Ltd, Swiss Reinsurance Company Ltd
- ЮАР: Swiss Re Africa Limited